# タイロ (企業)
株式会社タイロは、東京都葛飾区に本社を置くパチンコチェーン。主にノア、アークスの名称でパチンコ店舗を神奈川県内で展開している。

## 沿革
- 1993年（平成5年） - 設立

## 運営店舗
- 神奈川県
  - 川崎市（2店舗）
  - 横浜市（2店舗）